# ロータス・エレトレ
ロータス・エレトレ (Lotus Eletre)とは、ロータス・カーズが販売する高級電動クロスオーバーSUVである。

## 概要

### 発表から量産まで
2021年11月に開発コードネーム「タイプ132」のティーザーイメージが公開された。2022年3月にロンドンのBBCスタジオにおいてワールドプレミアがライブ配信され、正式名称が「エレトレ（ハンガリー語：eletre、生き返る）」に決定したことも発表された。
同年7月、武漢の新工場から第1号車がラインオフされた。2023年3月から中国、同年6月に欧州にて受注が開始され、日本では同年9月に販売が開始された。
「Born British, Raised Globally（英国生まれ、世界育ち）」と表現されるように、エレトレはヘセル本社の開発チームを中心として、コヴェントリー・ラウンハイム・武漢の国際チームの協業により開発された。

### 設計
エレトレはロータスブランド初となるSUVモデルである。親会社である吉利汽車のEV専用プラットフォーム「SEA」をベースとした、新開発の「EPAプラットフォーム」を採用する。プラットフォームの43％、ボディ全体の50.7％はアルミで構成され、ボディ全体で10％の軽量化を実現した。
足回りには電子制御ダンピングシステム付きのマルチリンク式サスペンションと、車両の状況に合わせてロール特性を調整するアンチロールコントロールが搭載される。ブレーキはブレンボ製で、タイヤはピレリ製のP ZeroまたはP Zero Corsaである。
ブランド初となる電動式パワーステアリングとリヤステアリングが採用され、リヤステアリングはエレトレRには標準装備、それ以外のグレードではオプション装備として提供される。
車体システム全体は「インテリジェント・シャシー・コントロール（ICC）」により統合制御される。モーターやアクティブエアロなどの各コンポーネントの応答を統合し、車両の挙動を連続的に分析しながら各コンポーネントを制御する。この車両システムにはZFが新開発したcubiXソフトウェアが用いられる。
エクステリアデザインは空力を重視した設計となっている。アクティブフロントグリルやデジタルミラー、アクティブリヤスポイラーなどの採用により、Cd値は0.26に抑えられた。特にアクティブフロントグリルはデザイン上の最大の特徴でもあり、個々の開口部にそれぞれ6枚の正三角形のパネルが備わり、パワートレイン冷却時には独特のパターンで開いて空気を送り込む構造となっている。
インテリアには、新開発された「ロータスハイパーOS」を搭載した最新のデジタルコックピットが採用される。メーターは高さ30mm未満のスリムなサイズで、HUDと併せてドライバーへ情報を提供する。中央には15.1インチのインフォテイメントディスプレイが設置され、不要時には格納できる。車内オーディオはKEF製。インテリアにはリサイクル材を使った繊維生地とカーボンファイバーや、カーボンニュートラルなプラスチック材など、サスティナブルな素材が用いられる。標準の後席シートは3人掛けシートだが、オプションで左右が独立した2人掛けの後席シートも選択できる。

### 自動運転機能
エレトレにはレベル4の自動運転機能を実現できる機能が備わっている。エレトレには合計34台のレーダー・カメラ類が搭載され、NVIDIA製のチップにより情報が処理される。空気抵抗の低減のため、LIDARは格納式となっており、使用時にのみルーフと左右のフロントフェンダーから展開される。ルーフ部のLIDAR格納モジュールはベバスト製。
2023年時点ではレベル4の自動運転は公道で利用できない。代わりにADAS機能として、レーンキープ機能を備えたアダプティブ・クルーズ・コントロールや、ドライバーの居眠りや注意散漫を検知するドライバー監視システム、誤って取り残された子供やペットを検知して周囲に警告する置き去り検地システムなどが搭載される。
エレトレには5G通信機能が備わっており、将来、無線通信を介して自動運転機能などのソフトウェアアップデートが配信される。

## 動力
動力のラインナップは以下の通り。エレトレには永久磁石同期モーターが前後に1基ずつ搭載され、四輪を駆動する。エレトレRのみ2速ATが搭載される。
新開発の800Vシステムを採用したことで、同一の出力をより少ない消費電流で達成でき、ジュール熱損失の低減による高効率化と、ハーネス重量削減による軽量化を実現した。エレトレに搭載されるモーターとSiCインバータはZF製。
日本にはエレトレSとエレトレRが導入される。
| モデル             | 駆動方式 | 最高出力        | 最大トルク | バッテリー容量 | WTLP航続距離 |
| ------------------ | -------- | --------------- | ---------- | -------------- | ------------ |
| エレトレ/エレトレS | 4WD      | 450 kW (612 PS) | 710 Nm     | 112 kWh        | 600 km       |
| エレトレR          | 4WD      | 675 kW (918 PS) | 985 Nm     | 112 kWh        | 490 km       |